# Драгни Драгнев
Драгни Георгиев Драгнев е български писател, поет и журналист.

## Биография
Роден е на 5 януари 1939 г. в Добрич. Учи в Учителския институт в Шумен, а след това завършва българска филология и история във ВТУ „Св.св. Кирил и Методий“ (1990). Работи като журналист във вестник „Добруджанска трибуна“ в Добрич, кореспондент е на БТА в Добруджанския край, учител и радиожурналист. Сътрудничи на централния печат и на БНР с поезия и публицистика. Има син . Умира на 18 април 2021 г.

## Творчество
Първите си стихотворения публикува във вестници и списания в Добрич и Варна, а първата му поетична книга е „Жътва“, издадена през 1976 г., излиза в издателство „Георги Бакалов“ с редактор Петър Алипиев. Автор е на стихосбирките:
- „Живея в равнина“ (1992);
- „Близост“ (2002);
- „Бягат дните“ (2006);
- „Будни очи“ (2007);
- „Взаимни сетива“ (2012).[1]

На белетристичните книги:
- „Таткови приказки“ (2003);
- „Войната на хан Тервел“ (роман, 2003);
- „Обич и гняв“ (роман, 2003);
- „Гълъбови химни“ (роман, 2005);
- „Часът на говорещите буболечки“ (роман, 2005);
- „Невидимите пейзажи на любовта“ (роман, 2007);
- „Сънят на тревите“ (роман, 2010);
- „Сабя на брега“ (роман, 2009);
- „Не събуждай мъртвите“ (роман, 2006);
- „Път към слънцето“ (роман, 2008).[1]

На публицистичните книги:
- „Нашата Дора Габе“ (записки, 2004);
- „Кръгът на Дора Габе“ (2008);
- „Мъдрецът и птицата“ (2009).[1]

Автор е на историческите драми „Аспарух“ (1970) и „Тервел“ (1986), поставяни в Драматичен театър „Йордан Йовков“ в Добрич, както и на пиесите за куклен театър „Петлето Кук“ (1970) и „Бонбони от шоколад“ (1985), поставяни в Куклените театри в Добрич и Силистра. Стиховете му са превеждани на руски, украински и унгарски език. Членува в Сдружението на писателите в Добрич. Член на Съюза на българските писатели.